# Mistrzostwa Ameryki Południowej w Piłce Siatkowej Mężczyzn 1951
I Mistrzostwa Ameryki Południowej w piłce siatkowej mężczyzn odbyły się w 1951 roku w Rio de Janeiro w Brazylii. W mistrzostwach wystartowały 4 reprezentacje. Wygrała je reprezentacja Brazylii.

## Klasyfikacja końcowa
| Miejsce | Reprezentacja |
| ------- | ------------- |
|         | Brazylia      |
|         | Urugwaj       |
|         | Peru          |
| 4.      | Argentyna     |